# Gontran Hamel
Gontran Georges Henri Hamel (1883 – Parigi, 16 agosto 1944) è stato un botanico francese.
Nel 1927 ha conseguito il dottorato in scienze naturali, con una tesi sulle alghe rosse, genere Acrochaetium e Rhodochorton. Egli è conosciuto per la ricerca eseguita in "Laboratoire de Cryptogamie" presso il Museo di Storia Naturale di Parigi. Secondo alcune fonti Hamel è morto in un incidente avvenuto in bicicletta, nell'agosto del 1944.
Nel 1924 con Pierre Allorge (1891-1944), è stato cofondatore della rivista Revue algologique. Era anche un collaboratore di serie del Algues de France.
Nel 1942 Frederik Børgesen ha chiamato le alghe marroni Hamelella (famiglia Chordariaceae) in suo onore. Inoltre, la specie di alghe rosse Lithothamnion hamelii portano il suo nome.

## Opere principali
- Recherches sur les genres Acrochaetium Naeg. et Rhodochorton Naeg., 1927.
- Chlorophycées des côtes française, Revue algologique, 1928.
- Floridées de France  Laboratoire de Cryptogamie, (1924–1933).
- Phéophycées de France, 1931–1939.[6]
- Corallinacées de France et d'Afrique du Nord (con Paul Lemoine).